# ジェイク・バートン・カーペンター
ジェイク・バートン・カーペンター（Jake Burton Carpenter、1954年4月29日 - 2019年11月20日）は、アメリカ合衆国のスノーボーダーであり、バートン・スノーボードの創業者。現代のスノーボードの生みの親の一人と見なされている。

## 生涯
ニューヨーク市・マンハッタン生まれ、ニューヨーク州ナッソー郡シダーハーストで育つ。彼はマサチューセッツ州のブルックススクールに通い、その後コネチカット州のマーベルウッドスクールに転校、コロラド大学ボルダー校で経済学を学び、大学のスキーチームへの所属を希望したが、交通事故のため断念し、大学を中退。その後、ニューヨーク大学夜間部に通い、経済学の学位を取得し卒業、マンハッタン投資銀行に半年間勤務した。
ジェイク・バートンはスキーへの情熱から、今日のスノーボードの前身であるSnurferを改良、1977年にはバーモント州に移住し、バートン・スノーボードを設立して、スノーボードの制作をはじめた。当初は販売業績の不振に見舞われたが、スノーボードの発展、普及に努め、世界市場のリーディング・カンパニーに成長させた。 
2019年、バーモント州バーリントンにおいて精巣癌による合併症で死去した。